# Frontin
Pour les articles homonymes, voir Frontin (homonymie).
Frontin, en latin Sextus Iulius Frontinus, né vers 35/40 et mort probablement en 103, est un triple consul, suffect en 74 et 98 et éponyme en l'an 100 sous Trajan, général de l'Empire romain et gouverneur de Bretagne de 74 à 77 ou 78 sous Vespasien. Il est avant tout connu comme écrivain militaire et administrateur principal des eaux de Rome sous Nerva.

## Biographie
Contrairement à la plupart des arpenteurs romains, la biographie de Frontin est globalement connue.

### Origines
Il est probablement natif de Gaule narbonnaise. La conjecture sur son origine est fondée sur l'onomastique : le volume XII du CIL (inscriptions latines de Gaule narbonnaise) contient trente Sexti Iulii et neuf Frontini (les Sexti Iulii étant rares en dehors de la Gaule). On relève notamment un Quintus Valerius Lupercus Julius Frontinus de Vienne. Le nom Frontinus est à l'origine de celui de Frontignan dans l'Hérault (Frontinianum).

### Ses débuts (40 à 69)
Il naît vers 35/40 dans une famille ayant reçu la citoyenneté romaine au début du Ier siècle av. J.-C.. On ne peut que faire des suppositions sur sa carrière avant 70. Il a suivi a priori une carrière sénatoriale, mais on peut supposer qu'il est plutôt d'origine équestre et a été intégré à la classe sénatoriale peu avant 70. Les sources antiques ne donnent sur son parcours que des informations ponctuelles et éparses. Comme membre de la classe sénatoriale, il a probablement commencé son cursus comme tribunus militum laticlavius (pendant trois ans) vers 55/60.
Dans ses Stratagèmes, Frontin donne des détails de la guerre contre les Parthes de Cnaeus Domitius Corbulo, entre 58 et 62, qui ne figurent pas dans l'œuvre de Tacite, l'historien romain le plus détaillé sur cette période de l'Empire romain. Il est donc possible que Frontin ait participé à ces guerres sous les ordres de Corbulon.

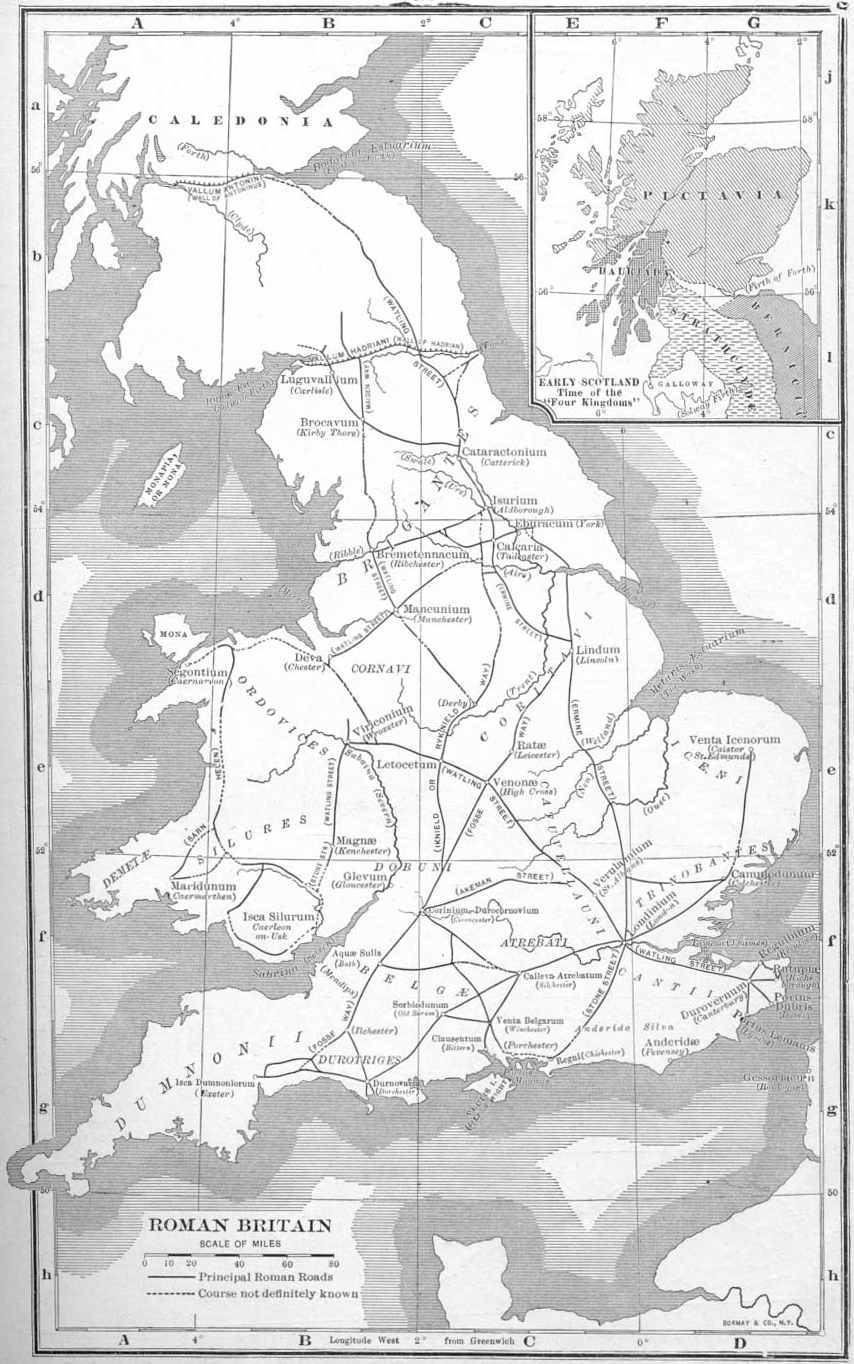
La Bretagne romaine.

Il se peut qu'il ait ensuite suivi le parcours de trois des anciennes légions de Corbulon, qui renforcent dans un premier temps Vespasien dans sa guerre contre les Juifs, puis partent combattre près de Rome sous Mucien et Antonius Primus, partisans de Vespasien dans la guerre civile de 69. Ainsi, Frontin a peut-être combattu dans les légions de Vespasien, ce qui expliquerait pourquoi il est l'un des vingt-deux membres du groupe des « Amici Principis » du nouvel empereur.

### Sous Vespasien: consul et gouverneur de la Bretagne (70 à 79)
Il apparaît pour la première fois dans les sources littéraires en l'an 70, sous Vespasien, et il est alors préteur urbain. En principe, on accède à cette magistrature à trente ans. Il abdique de sa magistrature en faveur de Domitien.
Il est ensuite chargé d'une mission en Gaule et en Germanie entre 71 et 73 (pendant les troubles provoqués par Julius Civilis et Julius Sabinus), devant rétablir l'ordre chez les Lingons, comme il le décrit lui-même dans ses Stratagèmes (seule occurrence de la première personne, mihi, dans cet ouvrage). Une inscription prouve qu'il est passé en Germanie où il a peut-être eu des problèmes de santé. Il se peut qu'il soit le premier commandant de la legio VIII Augusta, et ainsi il a décidé en tant que légat de légion le lieu du camp de Mirebeau.
Il est ensuite consul suffect en 74, puis il sert d'abord avec distinction dans la province romaine de Bretagne, puis succède à Cerialis dans le gouvernement de cette province, entre 74 et 77 ou 78. Il y subjugue, par les armes, les Silures, « après avoir, outre la valeur des ennemis, triomphé des difficultés des lieux ».

### Sous Domitien: retraite ou proconsul d'Asie? (80 à 96)
Nous n'avons quasiment plus de traces de Frontin sous les règnes de Titus et Domitien. Cela peut s'interpréter comme un abandon de la vie publique ou une disgrâce. Cependant, un passage des Stratagèmes fait supposer qu'il aurait participé à la campagne de Domitien contre les Chattes en 83 (comme « conseiller du Prince»), et son nom figure sur la « porte dite de Domitien » à Hiérapolis, ce qui pourrait révéler sa présence en tant que proconsul d'Asie vers 86, titre qui représentait l'apogée d'une carrière sénatoriale. Une disgrâce passagère aurait été incompatible avec un tel poste.
Ensuite, pendant toute la dernière partie du règne de Domitien, nous possédons encore moins d'indices sur sa vie. Il s'est probablement retiré dans ses villas de la côte du Latium et s'est consacré à des travaux littéraires, notamment l'écriture des Stratagèmes. Cependant, il est toujours membre des « Amici Principis » de l'empereur, ce qui permet à Pline le Jeune de le solliciter dans une affaire d’héritage (entre 93 et 96).
Son gendre est Quintus Sosius Senecio. Le mariage entre Iulia Frontina et Sosius Senecio est célébré sous Domitien. De ce mariage naît Sosia Polla, qui épouse le futur consulaire Quintus Pompeius Falco, un ami de Pline le Jeune, consul suffect en 108 et qui sera entre autres proconsul en Asie sous Hadrien. Frontin est l'arrière-grand-père de Quintus Pompeius Sosius Priscus (en), consul en 149.

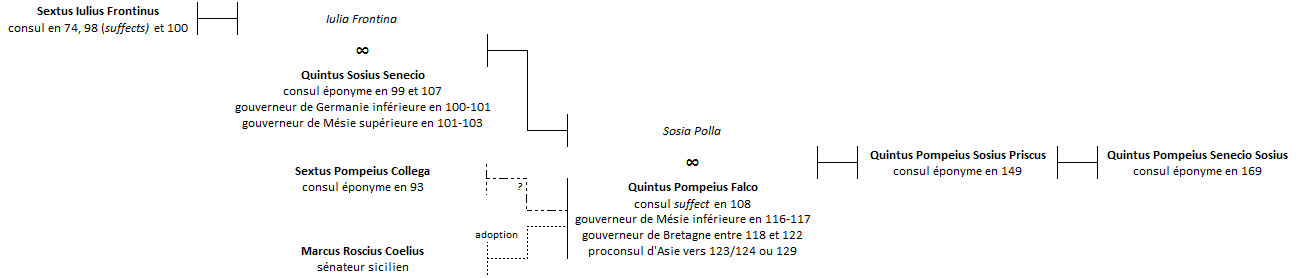
Famille des Pompeius Sosius sous les Antonins. Arbre non exhaustif.

### Sous Nerva:curateur des eauxet consul (97 à 98)

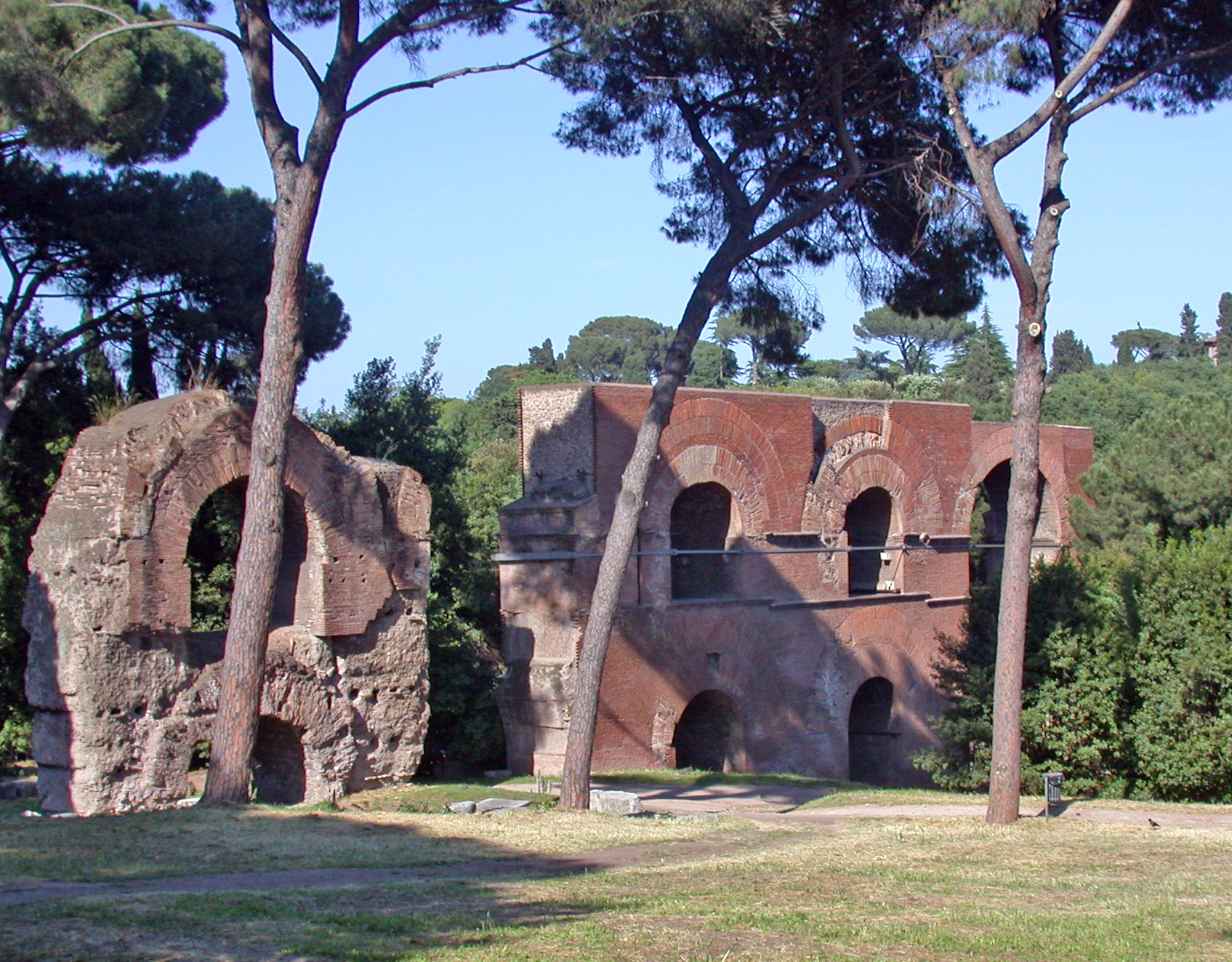
Restes des Arcus Neroniani sur le Palatin.

Il reste membre de l'entourage du prince sous Nerva, et celui-ci lui confie en 97 les importantes fonctions d'inspecteur des eaux (curator aquarum). Il écrit Des aqueducs de la ville de Rome, un ouvrage très complet sur l'histoire des aqueducs de Rome, ainsi que de nombreux détails techniques et les règlements en vigueur. D'après Frontin, à la fin du Ier siècle, il y a un débit entrant total de 1 030 000 m3/jour mais seulement un débit constaté, selon les règlements, de 500 000 m3/jour avec près de 580 000 m3/jour de réellement distribués d'après les calculs du curateur des eaux. Ce dernier constate de très nombreux détournements frauduleux, près de 450 000 m3/jour, soit quasiment la moitié des eaux amenées à Rome.
L'administrateur principal des eaux remet en place la distribution initiale des aqueducs, après avoir mis fin aux détournements frauduleux et aux pertes dues aux négligences, et de nouvelles arcades sont construites. De plus, à la suite de son rapport, l'empereur Nerva décide de séparer toutes les eaux dans des canaux séparés, pour éviter que les mélanges altèrent la qualité des meilleures eaux comme celle de la Marcia ou de la Claudia, notamment par celle de l'Anio Novus. Et chaque eau, selon sa qualité, est utilisée pour des usages différents, les meilleurs pour la boisson et les plus troubles pour les jardins de Rome. Après ces réformes, on retrouve les près de 1 030 000 mètres cubes  par jour pour la ville.

### Sous Trajan: consul éponyme et augure (99 à 102)
Il fait partie des soutiens de l'adoption de Trajan par Nerva, comme Lucius Iulius Ursus Servianus, Lucius Licinius Sura, Cnaeus Domitius Curvius Tullus et Titus Vestricius Spurinna.
Frontin est nommé consul suffect en l'an 98 pour la deuxième fois. Deux ans plus tard, il est honoré d'un consulat ordinaire, ou éponyme, au côté de Trajan, ce qui témoigne qu'il est un proche de cet empereur. Pline le Jeune, autre ami de Frontin, fait plusieurs références à ce consulat. Il est nommé augure avant sa mort, charge religieuse dans laquelle Pline le Jeune lui succède.

### Sa mort et l'absence de tombeau (103)
Le triple consulaire meurt vers l'an 103. Pline écrit de lui : « Frontin [...] défendit qu'on lui élevât aucun tombeau. [...] mais en quels termes a-t-il fait cette défense ? La dépense d'un tombeau est inutile ; mon nom ne périra point, si ma vie est digne de mémoire ».
Frontin est durant toute sa vie un général et stratège respecté, marquant la fin du Ier siècle. C'est aussi un écrivain reconnu, par ses deux œuvres qu'il nous reste, les Stratagèmes et les Aqueducs de la ville de Rome. Il a joui auprès de ses contemporains d'une estime toute particulière et ses ouvrages, très documentés, sont écrits d'un style ferme, simple et concis.
Martial, un de ses amis, le montre dans un poème qu'il lui adresse séjournant dans une villa qu'il possède à Anxur, sur la côte du Latium ; le livre X des Épigrammes, où figure ce poème, est publié en 95. Dans la préface de sa Théorie de la tactique, Élien le Tacticien rapporte qu'il a conçu le projet de ce traité à l'occasion d'une conversation avec Frontin et Nerva, au cours d'un séjour dans une propriété de Frontin à Formies ; cet entretien a dû avoir lieu en 96, avant que Frontin soit rappelé à des fonctions actives. Élien qualifie Frontin d'« homme de grande réputation pour son expérience de la guerre ». Tacite dit de lui qu'il était « un grand homme autant qu'on pouvait l'être ».

## Œuvres

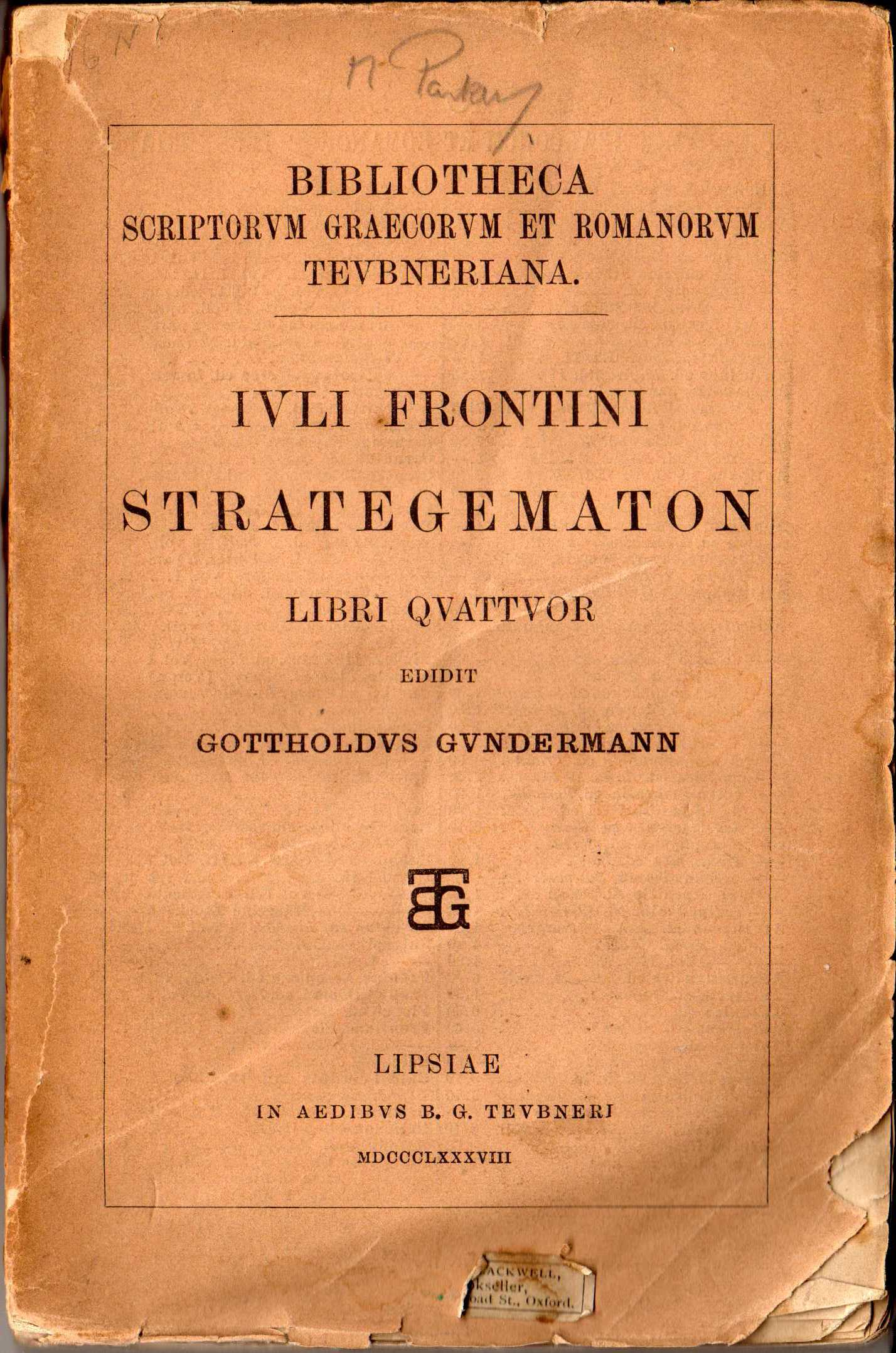
Édition du Strategematon de Frontin de 1888.

Le problème qui se pose avec Frontin est celui de la paternité des œuvres. Plusieurs savants et éditeurs indiquèrent que son cursus honorum et sa profession ne concordent pas avec les trois traités qu'on lui attribue, certains traités sont ainsi considérés comme apocryphe.
Il nous reste de Frontin deux ouvrages complets et les fragments d'un troisième. Sous le titre de Strategematon libri III, Frontin réunit toute une collection de stratagèmes, les exemples qu'il cite sont choisis avec soin et empruntés le plus souvent à l'histoire romaine. Les Strategemata sont un ouvrage d'un caractère populaire et destiné à compléter un grand ouvrage théorique sur l'art militaire. Cet ouvrage aujourd'hui perdu aurait été composé sous le règne de Domitien. À la suite de trois livres de Strategemata, les manuscrits et les éditions en donnent un quatrième qui n'est pas de Frontin, mais qui a été composé à une date antérieure au Ve siècle.
L'ouvrage intitulé De Aquis urbis Romœ est un traité intéressant sur les aqueducs de Rome. Il est composé au moment où Frontin remplit les fonctions de curateur des eaux, mais il n'est publié que sous le règne de Trajan. Il se divise en deux livres et contient l'histoire et la description des moyens employés pour alimenter d'eau la capitale de l'Empire romain, il comprend aussi les lois qui régissent la matière. Sa description des pratiques et systèmes d'adduction d'eau nous renseigne aussi sur la quineria ou module quinaire. Il y décrit pour le bénéfice de ses successeurs les aqueducs et leur histoire, les règlements auxquels ils obéissaient et des détails techniques concernant la qualité et la répartition de l'approvisionnement. Les écrits de Frontin ont un style direct qui s'accorde avec leur matière.
Son traité d'arpentage (Liber gromaticus), est fragmentaire et divisa sur la paternité. L'un des manuscrits du Corpus Agrimensorum Romanorum indique que l'auteur du traité sur l'arpentage serait Agennius Urbicus. En fait, Frontin fait partie d'un ensemble d’excerpta lacunaire, ce qui explique une probable erreur de copiste. Dans l'état actuel de la condition manuscrite lacunaire, il n'est pas possible de confirmer ou d'infirmer le statut initial du traité ; l'éditeur de référence Karl Lachmann pense que l'écrit est divisé en deux livres (le premier étant consacré aux catégories de terre et controverses, le second aux limites et arpentages) sans compter les passages d'Agennius Urbicus. L'ouvrage est en quatre sections, mutilées : la qualité des terres (De agrorum qualitate), des controverses (De controuersiis), des limites (De limitibus) ainsi que l'art de l'arpenteur. Le traité semble avoir été écrit sous Domitien (Lachmann précise la fourchette 78-82 pour le potentiel premier livre).
On attribue aussi à Frontin un traité d'agriculture dont il ne nous reste rien.

### Citation
- « Aux masses, si nombreuses et si nécessaires de tant d'aqueducs, allez donc comparer des pyramides qui ne servent évidemment à rien ou encore les ouvrages des Grecs, inutiles, mais célébrés partout ! » (Aqueducs, XVI).

## Hommage
En 2008, un concours a été créé à l'initiative l'Association française des ingénieurs et responsables de maintenance (Afim) en Bourgogne, avec l'appui de l'académie de Dijon, pour permettre à de jeunes élèves en phase d'orientation professionnelle de découvrir les métiers de la maintenance et les formations associées en leur ouvrant les portes des entreprises ; il est nommé Trophée Frontinus, en hommage à Frontin qui « est sans doute le premier ingénieur de maintenance qui ait consigné ses méthodes dans le Traité des aqueducs de la ville de Rome […] ».